# Fairies Wear Boots
«Fairies Wear Boots» (рус. Феи носят ботинки) — песня британской хеви-метал группы Black Sabbath, выпущенная на их альбоме Paranoid в 1970 году. Выпущена как «Сторона Б» на сингле After Forever.
В примечаниях к сборнику Black Box: The Complete Original Black Sabbath (1970–1978), Тони Айомми заявил, что название у песни появилось, когда «Гизер и Оззи курили каннабис на улице и увидели фей в парке, бегающих в ботинках. Насколько я знаю, [название] не исходит от нападения скинхедов» . После этого они написали текст к «Fairies Wear Boots». В документальном фильме «Classic Albums: Black Sabbath's Paranoid», Гизер Батлер заявляет, что музыка к песне была на самом деле вдохновлена стычкой со скинхедами, которых участники группы унизительно назвали «феями» для композиции.
Ранняя версия «Fairies Wear Boots», записанная на радиошоу Джона Пила 26 апреля 1970 года, была выпущена в виде бонуса на альбоме Оззи Осборна The Ozzman Cometh. Песня также вошла на первый сборник группы We Sold Our Soul for Rock 'n' Roll.